# Ишага
Ишага — село в Нерчинско-Заводском районе Забайкальского края России. Входит в состав сельского поселения «Аргунское».

## География
Село находится в восточной части района, на левом берегу реки Аргуни, вблизи государственной границы с Китаем, на расстоянии примерно 29 километров (по прямой) к северо-востоку от села Нерчинский Завод. Абсолютная высота — 463 метра над уровнем моря.
Климат
Климат характеризуется как резко континентальный, с продолжительной морозной зимой и относительно коротким тёплым летом. Средняя температура самого тёплого месяца (июля) составляет 18 — 19 °С (абсолютный максимум — 40 °С). Средняя температура самого холодного месяца (января) — −28,9 °С (абсолютный минимум — −53 °С). Годовое количество осадков — 412—420 мм.
Часовой пояс
Село Ишага находится в часовой зоне МСК+6. Смещение применяемого времени относительно UTC составляет +9:00.

## История
Основано в 1827 году. До 1917 года в селе работали церковно-приходская школа, поселковое правление и хлебозапасный магазин. В 1931 году, в ходе коллективизации, был создан колхоз «Протест империалистам», переименованный в 1951 году в колхоз им. И. В. Сталина; с 1959 года — отделение совхоза «Аргунский».

## Население
| 2002 | 2010 | 2012 | 2013 | 2014 | 2015 | 2021 |
| ---- | ---- | ---- | ---- | ---- | ---- | ---- |
| 302  | ↘169 | ↘159 | ↘152 | ↗159 | ↗160 | ↘146 |

Половой состав
По данным Всероссийской переписи населения 2010 года в гендерной структуре населения мужчины составляли 49,7 %, женщины — соответственно 50,3 %.
Национальный состав
Согласно результатам переписи 2002 года, в национальной структуре населения русские составляли 97 % из 302 чел.

## Инфраструктура
В селе функционируют основная школа, клуб, библиотека.

## Улицы
Уличная сеть села состоит из пяти улиц: